# Pietro Zani
 (mai 2024).
Si vous disposez d'ouvrages ou d'articles de référence ou si vous connaissez des sites web de qualité traitant du thème abordé ici, merci de compléter l'article en donnant les références utiles à sa vérifiabilité et en les liant à la section « Notes et références ».
L'abbé Pietro Antonio Maria Zani, né à Borgo San Donnino le 4 septembre 1748 et mort dans la même ville le 12 août 1821, est un écrivain, poète et critique d'art italien.

## Biographie
Pietro Antonio Maria Zani, érudit et chercheur  a vécu à la fin du XVIIIe siècle et au début du XIXe siècle, une période d'agitation culturelle et politique. D'origine modeste et sans études particulières, il réussit à entrer en contact avec d'importants hommes de culture de son époque et est considéré comme l'un des experts en estampes d'Europe.
Né à Borgo San Donnino (aujourd'hui Fidenza), il reste vingt ans au service d'Enrichetta d'Este, veuve Farnèse, en tant qu'acteur de théâtre et domestique, cultivant sa passion innée pour les estampes sur les livres du peintre Bertani, son compagnon de scène. Grâce au legs testamentaire de la princesse, il entre au séminaire et est ordonné prêtre. En raison d'une surdité précoce, il ne peut s'occuper d'une paroisse et se consacre à l'étude des arts. Intellectuel aux multiples facettes, il s'applique d'abord à la poésie, puis poursuit le projet de créer une « encyclopédie » de l'art, se documentant grâce à de nombreux voyages afin de visiter les plus importantes collections des villes italiennes et européennes, en particulier sur la gravure, très en vogue à l'époque. Célèbre en son temps et estimé par les grands, dont deux papes, qui le sollicitent sans cesse pour ses recherches, il reçoit l'aide de nobles, d'artistes et de collectionneurs, parmi lesquels le duc de Parme Ferdinand Ier et Napoléon Bonaparte, qui lui offre 400 scudi français pour se rendre à Paris. Là, sa persévérance et son engagement sont récompensés par la découverte de la première impression sur papier à matrice métallique, qui n'a pas été recherchée que par lui : Le couronnement de la Vierge de la Paix de Maso Finiguerra. Il écrit ensuite dans Materiali ses preuves pour démontrer qu'elle était antérieure à la première gravure allemande. La duchesse de Parme Marie-Louise de Habsbourg subventionne l'impression de l'Encyclopédie qu'il n'a pas le temps d'achever en raison de son décès. 28 volumes sur 100 sont publiés. Les manuscrits restants sont conservés à la bibliothèque palatine de Parme. Bien qu'incomplète, la renommée de son Encyclopédie s'est répandue et elle est tenue en haute estime dans plusieurs bibliothèques universitaires d'Europe et d'Amérique, y compris au Brésil. Elle est consultée par des maisons de vente aux enchères internationales (par exemple Sotheby's, MyArcadia, Blindarte, Bloomsbury Auctions).
Avec Ireneo Affò et L. Bianconi, il conçoit, entre 1784 et 1785, un ouvrage monumental qui, divisé en huit parties, comprend un index de 40 000 artistes et une partie consacrée aux estampes classées par sujet et par auteur. Pour réaliser ce projet, Zani visite et étudie les principales collections d'estampes italiennes et étrangères, rencontrant des connaisseurs tels que Bartsch, Vivant Denon et Seroux d'Agincourt. L'ouvrage voit le jour à partir de 1817 sous le titre de Enciclopedia metodica critica-ragionata delle Belle Arti et est publiée à Parme en 28 volumes jusqu'en 1824.
Il avait déjà publié Materiali per servire alla storia dell'origine e de' progetti dell'incisione in rame e in legno, paru à Parme en 1802, où il défend la priorité de l'Italie dans l'invention de la gravure sur cuivre par Maso Finiguerra.